# Clara Petacci
Clara Petacci (ur. 28 lutego 1912, zm. 28 kwietnia 1945) – Włoszka, wieloletnia kochanka Benita Mussoliniego.

## Życiorys
Urodziła się w 1912 roku, jako córka późniejszego osobistego lekarza papieża Piusa XI. Edukację skończyła na gimnazjum, uczyła się także gry na skrzypcach. Była zamężna z porucznikiem lotnictwa Riccardo Federicim.
Okres jej dorastania przypadł na początki rządów Mussoliniego, gdy wizerunki dyktatora były wszechobecne. Clara Petacci pierwszy raz spotkała się z Mussolinim w 1932 roku, gdy jego pojazd zatrzymał się przy niej. Od tego czasu usiłowała pisać do Mussoliniego listy, zdołała uzyskać także audiencję. Ostatecznie została jedną z kochanek wodza. Po nawiązaniu romansu z Petacci, Mussolini wysłał jej męża z misją na Daleki Wschód, a z czasem Petacci wystąpiła o rozwód, który przeprowadzono w 1936 roku. Petacci przydzielono apartament w Pałacu Weneckim, aby Mussolini miał bliżej do kochanki. Jej zazdrość i natarczywość sprawiły, że od 1939 roku usiłował pozbyć się jej, a w 1943 roku zakazał wpuszczania do pałacu. Jednym z powodów były plotki o utrzymywaniu jej wystawnego trybu życia z pieniędzy publicznych, co szkodziło popularności duce.

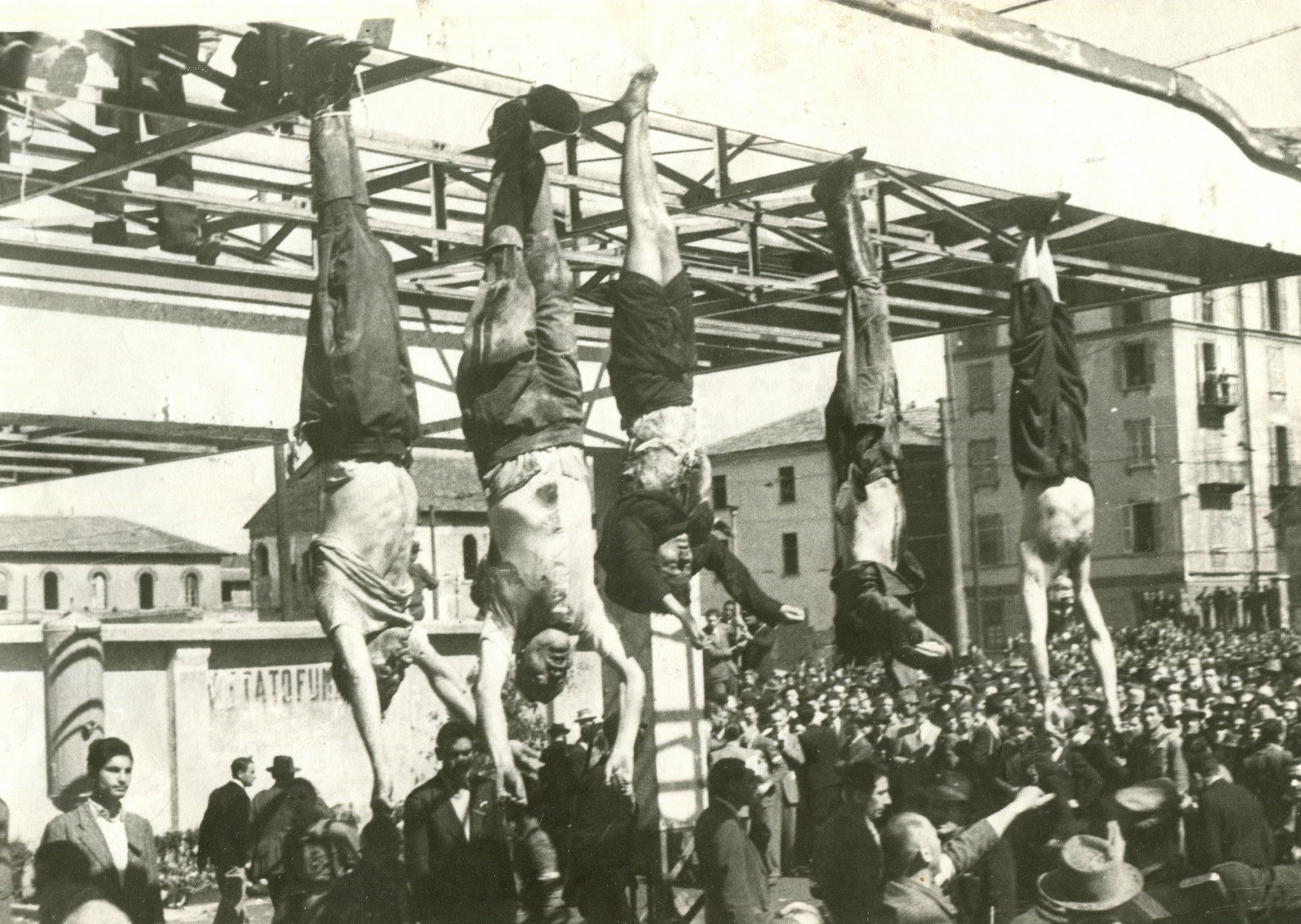
Ciało Petacci (pośrodku) wywieszone na widok publiczny na Piazzale Loreto w Mediolanie

Po odsunięciu Mussoliniego od władzy, została wraz z nim aresztowana. Zwolniona po paru tygodniach, wraz z rodziną przedostała się na północ kraju, gdzie uwolniony przez niemieckich komandosów (Operacja Eiche) Mussolini tworzył Republikę Salo. Dyktator nie chciał już utrzymywać jednak stosunków z byłą kochanką.
W ostatnich tygodniach wojny Mussolini zaproponował jej ucieczkę do Hiszpanii, ale odmówiła. Podążyła za nim w próbie wspólnej ucieczki, ale po aresztowaniu Mussoliniego, została z nim. Na własne życzenie została z nim rozstrzelana 28 kwietnia 1945 w miejscowości Giulino di Mezzegra. 29 kwietnia ciała Mussoliniego i Petacci zostały powieszone głowami w dół i wystawione na widok publiczny na Piazzale Loreto w Mediolanie. 
Pomimo że Mussolini nie zaprzestał spotykania się z innymi kochankami, a także wciąż miał żonę Rachele, Petacci pozostała mu wierna do końca życia, a jego związek z nią należał do najdłuższych w życiu duce (podobnie długi był jedynie romans z dziennikarką Margheritą Sarfatti, autorką jego biografii).
Swoje pamiętniki Petacci powierzyła hrabinie Rinie Cervis, z której ogrodu karabinierzy wykopali je w 1950 roku. Objęte klauzulą tajności na kilkadziesiąt lat, zaczęły być publikowane po 70 latach od ich napisania.